# Anne Elizabeth Ball
Anne Elizabeth Ball (Cobh, 1808 – 1872) fue una botánica, algóloga, e ilustradora botánica irlandesa, amateur. Era hermana del naturalista Robert Ball (1802–1857) y de la zoóloga Mary Ball (1812–1898). Los hermanos se interesaron en historia natural, ayudados por un padre, Bob Stawell Ball, un apasionado por la flora, y la fauna regional.

## Biografía
En 1818, Anne se mudó con su familia, a Youghal, otra ciudad portuaria marítima, en el Condado de Cork. Allí, a sus veinte años, empezó a recolectar especímenes para su herbario; y, a estudiar algas marinas.
En 1837, con su hermana y el padre, se mudan a Dublín, donde reside hasta su muerte. Anne continuó recolectando algas en Dublín y, aunque no podía ser elegida miembro de las sociedades científicas dublinesas, Anne se estableció como exitosa algóloga. Además de la desigualdad por género, como era entonces costumbre, sus trabajos los publicaban naturalistas hombres, como William Henry Harvey (un amigo de su hermano), James Mackay, y otros.
La historia de Anne, es ilustrativa de una víctima de desigualdad de género; y, sobre las expectativas de cómo una mujer debía conducir su vida, en sumisión a progenitores, hermanos, maridos, y cualquier otra esfera de influencia masculina, de los años 1800. Aunque puede reconocerse, como atenuante, que aquellas relaciones no eran enteramente unilaterales. Un ejemplo, es William Harvey que apoyó y animó su trabajo, nombrando con su epónimo, en su honor, el género Ballia y la especie Cladophora balliana. Anne había recolectado el espécimen original de Cladophora balliana el 16 de mayo de 1843 en Clontarf. Ellos también colaboraron con Phycologia Britannica de Harvey (1846–1851). Anne también contribuyó, con sus minuciosos registros ilustrados de hidroides, al naturalista William Thompson; y, en 1856, ese material descriptivo e ilustrado, fue publicado en el volumen cuatro de La Historia Natural de Irlanda.

## Legado
Anne falleció en su casa de Belmont Avenue, Dublín, en 1872. No se casó, ni tuvo descendientes; y, sus colecciones existentes fueron alojadas más tarde en los Herbarios de la Universidad Colegio Cork; en los Reales Jardines Botánicos, de Glasnevin, quienes adquirieron sus dibujos de algas y fungi; en el Museo de Ulster; y sus cartas y plantas en Kew Gardens. Luego, en 1961, sus especímenes depositados en Kew fueron, mayormente, transferidos al Museo de Historia Natural, de Londres, bajo los dictados y plazos del "Acuerdo de Morton".